# Rottmannsberger Sägmühle
Die Rottmannsberger Sägmühle ist eine ehemalige Wassermühle und ein heutiger Wohnplatz im baden-württembergischen Rems-Murr-Kreis. Die Siedlung gehört teilweise zur Gemeinde Auenwald und zu einem anderen Teil zur Gemeinde Althütte.

## Geographische Lage
Die Einzelsiedlung mit ihren fünf Gebäuden liegt im Tal des Mähderbachs, des linken Oberlaufs des Hörschbachs, an der Einmündung des Seebachs. Die links des Bachs stehenden zwei Gebäude gehören zu Auenwald, die drei rechts von ihm gehören zu Althütte. 
Umliegende Ortschaften sind die Hörschhofer Sägmühle und der Weiler Hörschhof im Osten, das Dorf Sechselberg mit dem Gallenhof im Südosten, Glaitenhof und Sauerhof im Südwesten, Rottmannsberg im Westen und der Trailhof mit dem Trailhöfle im Nordwesten. Nördlich der Mühle lag das im 19. Jahrhundert verlassene Streitweiler.

## Geschichte
Es ist nicht ganz klar, wann die Mühle errichtet wurde. Zur Zeit der ersten Württembergischen Landesvermessung (um 1830) war die Sägemühle bereits vorhanden. Sie war im 19. Jahrhundert im Besitz einer großen Eigentümergemeinschaft, der zumeist Landwirte der Umgebung angehörten. Sie stammten aus vom Hörschhof, Rottmannsberg, Streitweiler und vom Trailhof. Die Landwirte verwalteten die Mühle gemeinsam und jeder Teilhaber konnte entsprechend seiner Anteile die Säge benützen. Dazu war südlich der Mühle der Mähderbach zu einem Mühlenteich aufgestaut, da das Wasser sonst nicht zum Betrieb eines Wasserrads gereicht hätte. Im Jahre 1908 hatte die Mühle eine relativ geringe Leistung von 3 PS. Gesägt wurden zumeist Bretter und Balken für den Eigenbedarf. Im Zweiten Weltkrieg spielte die Mühle eine gewisse Rolle bei der Besetzung des Weissacher Tals durch die US-Armee: Am Abend des 19. April 1945 erreichten die aus Sulzbach an der Murr vorrückenden US-Truppen über Waldwege die Mühle und besetzten sie gegen 21 Uhr. Die Amerikaner richteten ihren Gefechtsstand in der Mühle ein und nahmen von dort aus kommend am 20. April Sechselberg und die Orte der Umgebung ein. Nach dem Krieg wurde die Mühle abgebrochen und der Stauweiher abgelassen.

### Einwohnerentwicklung
- 1807/1808: 5 Einwohner[1]